# Římskokatolická farnost Morkovice
Římskokatolická farnost Morkovice je územní společenství římských katolíků s farním kostelem Narození svatého Jana Křtitele v děkanátu Kroměříž.

## Historie farnosti
Morkovice se poprvé připomínají v roce 1222 (Morckwycz). První zmínky o dnes barokním kostele jsou již ze 14. století.
Nejstarší zmínka o Slížanech se vztahuje k roku 1353 (de Slezan).

## Duchovní správci
Současným administrátorem je R. D. Mgr. Jan Plodr.

## Bohoslužby
| Kostel                         | Místo     | Bohoslužba (den)            | Hodina                          | Poznámka     |
| ------------------------------ | --------- | --------------------------- | ------------------------------- | ------------ |
| Narození svatého Jana Křtitele | Morkovice | neděle pondělí středa pátek | 10.00 17.30 (zima)/18.30 (léto) | farní kostel |

## Aktivity ve farnosti
Ve farnosti se pravidelně koná tříkrálová sbírka.
V dubnu 2018 ve farnosti uděloval svátost biřmování biskup Antonín Basler. 